# Andropogon gyrans
Andropogon gyrans är en gräsart som beskrevs av William Willard Ashe. Andropogon gyrans ingår i släktet Andropogon och familjen gräs. Inga underarter finns listade i Catalogue of Life.